# Finale UEFA Cup 1995
De UEFA Cupfinale van het seizoen 1994/95 is de 22e finale in de geschiedenis van de UEFA Cup. De finale werd over twee wedstrijden gespeeld, op 3 en 17 mei. Met Parma AC en Juventus stonden er net als in 1990 en 1991 twee Italiaanse teams in de finale. Parma haalde het over twee wedstrijden en mocht voor het eerst de UEFA Cup in de hoogste steken.
De belangrijke terugwedstrijd werd gefloten door de Belgische scheidsrechter Frans Van Den Wijngaert. De wedstrijd stond bol van de opstootjes en stevige overtredingen. Van Den Wijngaert noemde het later het hoogtepunt uit zijn carrière. Hij kreeg na afloop het truitje van Parma-aanvoerder Lorenzo Minotti.
De terugwedstrijd werd niet afgewerkt in het Stadio delle Alpi, het stadion van Juventus, wegens problemen met de eigenaar. De tweede finalewedstrijd ging daarom door in het Stadio Giuseppe Meazza van de clubs AC Milan en Internazionale.
Een maand na de finale stonden beide clubs ook tegenover elkaar in de finale van de Coppa Italia. In dat toernooi won Juventus de beker.

## Wedstrijdverslag
Juventus speelde eerst op verplaatsing en had dus een licht voordeel in de finale, hoewel het met Jürgen Kohler (blessure), Orlando Urbano (blessure), Moreno Torricelli (schorsing), Ciro Ferrara (schorsing) en Angelo Peruzzi (blessure) tal van basisspelers miste. Parma trok zich niets aan van deze situatie en kwam in de heenwedstrijd na reeds 5 minuten op voorsprong via Dino Baggio. Hij ontsnapte aan de buitenspelval en trapte de bal koelbloedig voorbij reservedoelman Michelangelo Rampulla. De kleine voorsprong werd goed verdedigd. Juventus slaagde er niet in om een belangrijk uitdoelpunt te scoren. 
Torricelli en Ferrara zijn geschorst en de Duitser Kohler, de centrale man in de laatste linie, Orlando en doelman Peruzzi zijn niet inzetbaar wegens blessures. Tot overmaat van ramp liepen Carrera en Porrini in het duel met Fiorentina enig letsel op. 
In de terugwedstrijd bracht de kale spits Gianluca Vialli de totaalscore weer in evenwicht. Na iets meer dan een half uur bracht hij het team van trainer Marcello Lippi op voorsprong met een knap schot dat in de bovenhoek verdween. Net na de rust deed Parma wat Juventus in de heenwedstrijd vergat te doen: scoren. Opnieuw Dino Baggio zorgde met een kopbal voor de 1-1. Juventus reageerde tegen met een doelpunt van Moreno Torricelli. Hij trapte de bal van aan de rand van het strafschopgebied binnen, maar de lijnrechter gaf buitenspel aan. Vialli, die net buitenspel stond, bewoog met zijn voet naar de bal zonder het leer te raken. Van Den Wijngaert keurde het doelpunt af, tot grote ergernis van Juventus.

### Wedstrijddetails
|                  |              |       |          | |
| 3 mei 1995 20:30 | Parma AC     | 1 – 0 | Juventus | Stadio Ennio Tardini, Parma Toeschouwers: 22.062 Scheidsrechter: Antonio Jesús López Nieto (Spanje) |
| 3 mei 1995 20:30 | D. Baggio 5' |       |          | Stadio Ennio Tardini, Parma Toeschouwers: 22.062 Scheidsrechter: Antonio Jesús López Nieto (Spanje) |

| Parma | Juventus |

| Parma AC:   |    |                   |            |
|             |    |                   |            |
| GK          | 1  | Luca Bucci        |            |
| RWB         | 2  | Antonio Benarrivo | 9'         |
| CB          | 5  | Luigi Apolloni    | Kreeg geel |
| CB          | 6  | Fernando Couto    |            |
| CB          | 4  | Lorenzo Minotti   |            |
| LWB         | 3  | Alberto Di Chiara |            |
| CM          | 7  | Gabriele Pin      | Kreeg geel |
| CM          | 8  | Dino Baggio       |            |
| CM          | 9  | Roberto Sensini   | Kreeg geel |
| CF          | 10 | Gianfranco Zola   | 89'        |
| CF          | 11 | Faustino Asprilla |            |
| Invallers:  |    |                   |            |
| GK          | 12 | Giovanni Galli    |            |
| MF          | 13 | Massimo Susic     |            |
| FW          | 14 | Marco Branca      |            |
| DF          | 15 | Roberto Mussi     | 9'         |
| MF          | 16 | Stefano Fiore     | 89'        |
| Coach:      |    |                   |            |
| Nevio Scala |    |                   |            |

| Juventus:      |    |                       |            |
|                |    |                       |            |
| GK             | 1  | Michelangelo Rampulla |            |
| RB             | 2  | Luca Fusi             | 72'        |
| CB             | 5  | Massimo Carrera       | 46'        |
| CB             | 4  | Alessio Tacchinardi   | Kreeg geel |
| LB             | 3  | Robert Jarni          |            |
| CM             | 7  | Angelo Di Livio       |            |
| CM             | 8  | Didier Deschamps      | Kreeg geel |
| CM             | 6  | Paulo Sousa           |            |
| AM             | 10 | Roberto Baggio        |            |
| CF             | 9  | Gianluca Vialli       |            |
| CF             | 11 | Fabrizio Ravanelli    |            |
| Invallers:     |    |                       |            |
| GK             | 12 | Lorenzo Squizzi       |            |
| DF             | 13 | Sergio Porrini        |            |
| MF             | 14 | Giancarlo Marocchi    | 46'        |
| MF             | 15 | Simone Tognon         |            |
| FW             | 16 | Alessandro Del Piero  | 72'        |
| Coach:         |    |                       |            |
| Marcello Lippi |    |                       |            |

|             |            |       |               | |
| 17 mei 1995 | Juventus   | 1 – 1 | Parma AC      | Stadio Giuseppe Meazza, Milaan Toeschouwers: 80.754 Scheidsrechter: Frans Van Den Wijngaert (België) |
| 17 mei 1995 | Vialli 33' |       | 54' D. Baggio | Stadio Giuseppe Meazza, Milaan Toeschouwers: 80.754 Scheidsrechter: Frans Van Den Wijngaert (België) |

| Juventus | Parma |

| Juventus:      |    |                       |            |
|                |    |                       |            |
| GK             | 1  | Angelo Peruzzi        |            |
| RB             | 4  | Moreno Torricelli     |            |
| CB             | 2  | Ciro Ferrara          | Kreeg geel |
| CB             | 5  | Sergio Porrini        |            |
| LB             | 3  | Robert Jarni          |            |
| CM             | 7  | Angelo Di Livio       | 81'        |
| CM             | 8  | Giancarlo Marocchi    | 74'        |
| CM             | 6  | Paulo Sousa           |            |
| AM             | 10 | Roberto Baggio        |            |
| CF             | 9  | Gianluca Vialli       | Kreeg geel |
| CF             | 11 | Fabrizio Ravanelli    | Kreeg geel |
| Invallers:     |    |                       |            |
| GK             | 12 | Michelangelo Rampulla |            |
| DF             | 13 | Luca Fusi             |            |
| DF             | 14 | Massimo Carrera       | 81'        |
| MF             | 15 | Simone Tognon         |            |
| FW             | 16 | Alessandro Del Piero  | 74'        |
| Coach:         |    |                       |            |
| Marcello Lippi |    |                       |            |

| Parma AC:   |    |                     |            |
|             |    |                     |            |
| GK          | 1  | Luca Bucci          |            |
| RWB         | 2  | Antonio Benarrivo   | 46'        |
| CB          | 6  | Fernando Couto      | Kreeg geel |
| CB          | 4  | Lorenzo Minotti     | Kreeg geel |
| CB          | 5  | Massimo Susic       |            |
| LWB         | 3  | Alberto Di Chiara   | 80'        |
| CM          | 7  | Stefano Fiore       |            |
| CM          | 8  | Dino Baggio         |            |
| CM          | 9  | Massimo Crippa      | Kreeg geel |
| CF          | 10 | Gianfranco Zola     |            |
| CF          | 11 | Faustino Asprilla   | Kreeg geel |
| Invallers:  |    |                     |            |
| GK          | 12 | Giovanni Galli      |            |
| DF          | 13 | Marcello Castellini | 80'        |
| FW          | 14 | Marco Branca        |            |
| DF          | 15 | Roberto Mussi       | 46'        |
| FW          | 16 | Tomas Brolin        |            |
| Coach:      |    |                     |            |
| Nevio Scala |    |                     |            |